# 治部省
治部省（じぶしょう）は、律令制に於ける八省の内の一つ。
和名は「おさむるつかさ」。唐名は礼部。

## 職掌
外事・戸籍（姓名関係）・儀礼全般を管轄し姓氏に関する訴訟や、結婚、戸籍関係の管理および訴訟、僧尼、仏事に対する監督、雅楽の監督、山陵の監督、および外国からの使節の接待などを職掌としていた。姓氏の訴訟に関しては解部が設置されて専任した。
しかし平安時代以降は姓氏に関する事項を扱うことは少なくなり、894年（寛平6年）に菅原道真の建白による遣唐使廃止以降、中国などとの正式な国交がなくなったことにより、外国からの使節の接待もしなくなる。更には、戸籍制度の解体とともに戸籍関係の職務も遂行不可能になり、もっぱら僧尼、仏事、雅楽及び山陵の監督を職務とすることとなった。

## 職員
長官である治部卿は正四位下相当であるが、公卿が兼任する例が多かった。その一例としては、藤原兼家が藤原兼通と関白の座を争った際に、負けた大納言兼家が右大将から治部卿に降格されたという事件が挙げられる。
大輔以下の定員は以下のとおり
- 大輔（正五位下）…一人
- 少輔（従五位下）…一人
- 大丞（正六位下）…二人
- 少丞（従六位上）…二人
- 大録（正七位上）…一人
- 少録（正八位上）…三人

※ 注：大輔・少輔には後に権官も設置された。
- 解部－姓氏関係の訴訟を取り扱う。刑部省の解部とは別のもの。

- 史生
- 省掌
- 使部
- 直丁

## 治部省被官の官司
- 雅楽寮（うたりょう）
- 玄蕃寮（げんばりょう）
- 諸陵司（しょりょうし）のち諸陵寮に昇格
- 喪儀司（そうぎし）